# Chang: la giungla misteriosa
Chang: la giungla misteriosa (Chang: A Drama of the Wilderness) è un film muto del 1927 diretto da Merian C. Cooper e Ernest B. Schoedsack.
Il film è un documentario drammatico statunitense che fu candidato alla prima edizione del Premio Oscar nel 1929.

## Trama
Una famiglia tribale che vive nella jungla asiatica, per sopravvivere, combatte contro gli animali selvaggi della foresta.

## Produzione
Fu l'ultimo film della Famous Players-Lasky Corporation e risulta prodotto insieme alla Paramount Famous Lasky Corporation. Venne girato in Thailandia, allora nota come Siam.

## Distribuzione
Distribuito dalla Paramount Pictures, il film - presentato da Jesse L. Lasky e da Adolph Zukor - uscì in prima a New York il 29 aprile e nelle sale cinematografiche USA il 3 settembre 1927. Una copia del film viene conservata negli archivi del Museum of Modern Art. Nel 2000, il film fu distribuito in DVD dalla Milestone Film & Video.

### Date di uscita
IMDb
- Germania 1927
- USA 29 aprile 1927 (New York City, New York)
- USA 3 settembre 1927
- Finlandia 13 novembre 1927
- Portogallo 29 aprile 1929
- Francia 5 aprile 1995
- USA 21 novembre 2000 DVD
- UK 7 marzo 2003 (riedizione)

Alias
- Chang Francia / Germania / Grecia / Portogallo / Spagna / USA (titolo breve)
- Chang - Der König der Dschungel Austria
- Náufragos da Vida Portogallo

## Riconoscimenti
- 1929 - Premio Oscar
  - Nomination Miglior film alla Paramount Pictures